# Port-Christmas
Vous lisez un « bon article » labellisé en 2013.
Ne pas confondre avec « Christmas Harbour » où se trouve la localité de Chartres sur l'île de Grande Malouine.
Port-Christmas  est un site naturel et historique des Kerguelen, à la pointe septentrionale de l'île principale, sur la côte est de la péninsule Loranchet. Il occupe le fond de la baie de l'Oiseau, le premier abri à se présenter aux navigateurs abordant l'archipel par le nord, facilement identifiable par la présence à l'entrée d'une arche naturelle aujourd'hui effondrée, l'arche des Kerguelen.
C'est là qu'en 1774, le découvreur Yves Joseph de Kerguelen de Trémarec fait procéder à une prise de possession au nom du roi de France Louis XV. Pourtant l'endroit tire son nom de celui donné par James Cook, Christmas Harbour, quand ses navires mouillent dans la baie le jour de Noël 1776, au cours de son troisième voyage autour du monde. Le nom apparait dans certaines traductions ou œuvres de fiction en français comme le Havre de Noël ou Port-Noël.
Ce havre, considéré comme sûr, accueille régulièrement au XIXe siècle les navires des chasseurs de phoques et de baleines, principalement venus de Nantucket, qui écument les mers et les îles australes. Le site sert aussi épisodiquement de station scientifique pour l'étude du géomagnétisme.
La description des lieux faite par les explorateurs dans leurs récits de voyage inspire de grands écrivains, en premier Edgar Allan Poe (en 1838) suivi de Jules Verne (en 1897), qui y situent un passage de leurs romans d'aventures, puis Valery Larbaud (en 1933) et Jean-Paul Kaufmann (en 1993), entre autres, pour des œuvres plus intimistes.

## Toponymie
La dénomination «Port-Christmas» est établie par Raymond Rallier du Baty en 1908 pour désigner la partie la plus enclavée de la baie de l'Oiseau comme cela apparait sur la carte au 1⁄228000e publiée en 1922. La Commission territoriale de toponymie des Terres australes françaises confirme ce choix lors de la publication en 1973 de la carte de l'IGN au 1⁄100000e. Elle étend également l'appellation à terre, entre la plage et le lac Rochegude, au site d'implantation d'une station scientifique secondaire.
Cette toponymie désormais officielle met fin à près de deux siècles de concurrence entre le nom attribué à l'ensemble de la baie par Kerguelen, la «baie de l'Oiseau», et celui choisi par Cook, «Christmas Harbour».
En effet, lors de sa seconde expédition, Yves Joseph de Kerguelen de Trémarec baptise la baie du nom de la frégate qu'il y envoie en reconnaissance en janvier 1774, L'Oiseau. Presque trois ans plus tard, le 25 décembre 1776, les navires HMS Resolution et HMS Discovery mouillent au même endroit. Le capitaine Cook, qui commande l'expédition, s'il est parfaitement informé de l'antériorité de la découverte du navigateur français, n'en connait pas encore les détails et ne sait pas que cette baie a déjà été nommée. Il décide de célébrer la fête du jour en donnant à ce « havre de Noël » le nom anglais de Christmas Harbour.
La fréquentation essentiellement anglo-américaine de l'archipel au XIXe siècle favorise l'usage de ce dernier nom, de même que la littérature.
Cependant, lorsque la France décide de réaffirmer sa souveraineté par l'envoi en 1893 de l’Eure pour une nouvelle cérémonie de prise de possession, la baie de l'Oiseau retrouve formellement son nom initial.
Finalement, le compromis actuel, institué par Rallier du Baty, qui "semi-francise" Christmas Harbour en Port-Christmas et qui le réserve à une zone particulière de la baie de l'Oiseau, permet de respecter l'antécédence de Kerguelen tout en conservant la trace historique du passage de Cook.

## Géographie

### Situation et description

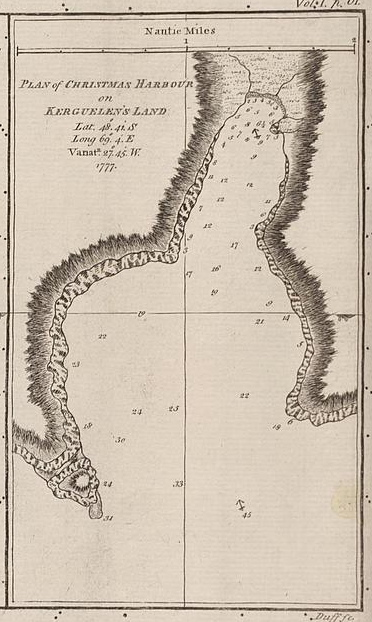
Carte de la baie de l'Oiseau et de Port-Christmas établie par James Cook en 1777.
Note : le nord géographique se trouve à droite sur la carte.

Depuis la base permanente de Port-aux-Français qui se trouve à 115 km au sud-est, Port-Christmas constitue l'un des points les plus isolés et les plus difficilement accessibles de l'archipel. Compte tenu de la distance et surtout de la topographie accidentée, le site n'est quasiment jamais atteint par la terre. Il peut en revanche être rallié par la mer au terme d'une navigation d'au moins 100 milles marins (190 km). La baie de l'Oiseau, au fond de laquelle il se situe, forme la première échancrure à l'extrémité nord-est de la péninsule Loranchet. La baie est fermée au nord par le cap Français, au sud par la pointe de l'Arche.
Port-Christmas est surplombé par la table de l'Oiseau (403 m) au nord et par le mont Havergal (552 m) au sud.
Alors que les rives de la baie sont très majoritairement rocheuses et souvent escarpées, le fond est occupé par une grève, d'environ 350 mètres de long, de sable noir résultant de l'érosion des roches basaltiques environnantes. Un ruisseau s'y déverse dans la mer, après avoir collecté les eaux de ruissellement du mont Havergal d'une part, celles de l'émissaire du lac Rochegude d'autre part. Ce lac, localisé à environ 500 m du rivage et 40 m d'altitude, marque l'épaulement qui sépare Port-Christmas de la baie Ducheyron, à l'ouest.
Le mouillage à Port-Christmas permet de s'ancrer par 11 mètres de profondeur (6 brasses). Il offre un abri relativement sûr aux marins qui fréquentent ce secteur océanique particulièrement agité des quarantièmes rugissants.

### Géologie
L'environnement géologique de Port-Christmas, comme la quasi-totalité de la péninsule Loranchet, est dominé par des trapps, des empilements  basaltiques en gradins qui se sont constitués par superposition d'épanchements de laves, il y a environ vingt-huit à vingt-neuf millions d'années,.
En différents points de la baie, entre les strates dures, affleurent quelques petites veines de charbon. L'explorateur britannique James Clark Ross en fait le constat dès 1840. Il y note également la présence d'arbres fossiles, les premiers à être repérés dans l'archipel. Ces bois silicifiés, ou simplement lignités, trouvés à Christmas Harbour ou au mont Havergal, appartiennent principalement à des familles de conifères, les Araucariaceae et les Cupressaceae, avec notamment les genres Araucarites, Cupressinoxylon, Cupressoxylon, proches de ceux que l'on trouve actuellement dans les régions les plus australes de l'hémisphère sud. Ils témoignent d'une végétation ancienne plus développée et de climats passés plus cléments ou du moins n'ayant pas subi d'épisode glaciaire intense.

### Éléments remarquables

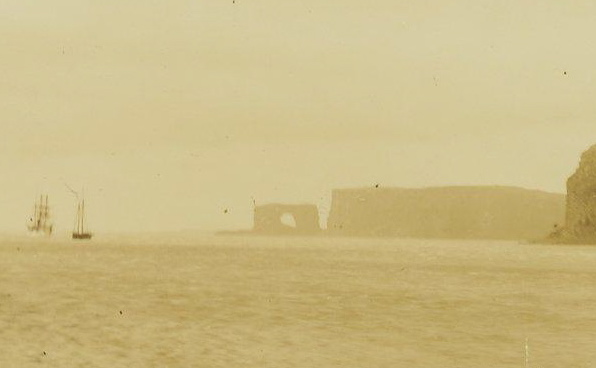
L'arche des Kerguelen le 2 janvier 1893, lors du renouvellement de la prise de possession faite par l'aviso Eure (à gauche).

Depuis Port-Christmas, la vision des piliers de l'arche des Kerguelen est incontournable. Dès la découverte de l'archipel, Kerguelen mentionne l'imposante arche rocheuse située à la pointe du bord sud de l'entrée de la baie de l'Oiseau. Elle s'élève à plus de 100 mètres. Nommée « le Portail » par Kerguelen, puis « Arched-Rock » par James Cook, l'arche s'effondre entre 1908 et 1913, ne laissant en place que ses deux colonnes basaltiques.
Port-Christmas présente par ailleurs la particularité géographique d'être l'un des seuls points antipodaux terrestres du territoire des États-Unis. Il correspond à Kevin, municipalité du comté de Toole dans le Montana, près de la frontière avec le Canada.

## Milieu naturel
Lorsque les premiers navigateurs abordent l'archipel, ils sont frappés par l'abondance de toute une variété d'oiseaux. Sur le site même de Port-Christmas, les lieutenants de Kerguelen, tout comme James Cook, notent la présence de « pingouins »,. Une colonie de reproduction de manchots royaux y est en effet encore attestée de nos jours, l'une des plus petites recensées à Kerguelen avec seulement une quarantaine de couveurs. Des éléphants de mer, désignés à l'époque sous le nom de « lions marins », fréquentent également la plage,.
La pêche est en revanche décevante car le filet que Cook fait jeter à la mer ne ramène qu'une demi-douzaine de poissons. Les prélèvements récents montrent que les poissons présents  appartiennent à la famille des Channichthyidae ou parfois à l'espèce Zanclorhynchus spinifer, le cacique antarctique, de la famille des Congiopodidae. Les tombants de Port-Christmas se singularisent par l'abondance des gorgones (Onogorgia nodosa) et l'algue géante Macrocystis pyrifera forme, par places, de denses herbiers côtiers.
À  l'inverse, la végétation terrestre est peu développée. Si les premiers témoins décrivent un paysage littoral verdoyant, quoique ras et dépourvu d'arbres, couvert de graminées, d'azorelle et de choux de Kerguelen, la colonisation de toute l'île principale par les lapins a depuis lors provoqué un appauvrissement considérable des formations végétales qui se réduisent souvent à une maigre prairie d'Acaena magellanica.
D'une manière générale, la faune et la flore sont conformes à ce que l'on peut trouver dans la baie de l'Oiseau et plus largement sur la Grande Terre.
L'ensemble du site de Port-Christmas est inclus dans la Réserve naturelle nationale des Terres australes françaises, classée depuis 2019 au patrimoine mondial au titre des « Terres et mers australes françaises ».
Le secteur terrestre bénéficie, comme la majorité de l'archipel, du régime de protection dite "classique". Toute introduction d'animal ou de végétal, toute perturbation des communautés vivantes, toute activité industrielle, commerciale ou minière, tout prélèvement biologique ou minéral y sont interdits, sauf rares dérogations pouvant être accordées pour la gestion de la réserve ou la recherche scientifique. L'accès au site est possible mais il est réglementé et soumis à autorisation.
La partie marine, comme toutes les eaux territoriales des îles Kerguelen, est comprise dans la « zone de protection renforcée marine ». Toute perturbation du milieu naturel y est proscrite sauf activités scientifiques dûment validées par les autorités. Toute pêche professionnelle ou de loisir y est interdite sans aucune exception possible.

## Histoire
|                                                              |  |  |
| Yves de Kerguelen vers 1780 (g.) et James Cook (d.) en 1776. |  |  |

La première connaissance du site date du second voyage d'Yves Joseph de Kerguelen de Trémarec, entrepris à bord du Roland, un vaisseau de 64 canons, avec une escorte de deux navires plus petits, l'Oiseau et la Dauphine. L'expédition aperçoit les côtes de la Grand-Terre [sic] le 14 décembre 1773 mais les très mauvaises conditions météorologiques empêchent tout débarquement. Pendant les quelques jours où la Dauphine est séparée du groupe, le chevalier Ferron du Quengo, qui commande la corvette, repère, vers le 20 décembre 1773, l'entrée d'une baie, sans pouvoir y pénétrer. Le 25 décembre 1773, Kerguelen délègue à l'Oiseau et à la Dauphine le soin de chercher à y accoster. Le commandant de l'Oiseau, Monsieur de Rosnevet, en relève les contours et la dénomme baie de l'Oiseau, du nom de sa frégate. Mais ce n'est que le 6 janvier 1774 qu'il parvient à envoyer son lieutenant Henri Pascal de Rochegude à terre dans une chaloupe. Celui-ci attache à un rocher en saillie une bouteille dans laquelle est déposé un message de prise de possession, : 

« Ludovico XV. galliarum rege, et d. de Boynes regi a Secretis ad res maritimas annis 1772 et 1773. »

Si les années 1772 et 1773 sont mentionnées alors que le parchemin n'est déposé qu'en 1774, c'est que la reconnaissance de cette terre a bien été faite préalablement et que cette prise de possession ne fait que réitérer celle, lors de la première expédition de Kerguelen, qui a été menée  par l'enseigne Charles-Marc du Boisguéhenneuc le 14 février 1772 en « baie du Lion-Marin » (qui porte le nom actuel d'anse du Gros Ventre), quarante lieues plus au sud.
James Cook, qui fait halte dans l'archipel lors de son « troisième voyage autour du monde », jette les ancres de ses navires Discovery et Resolution le jour de Noël 1776. Il appelle le lieu Christmas Harbour et s'aperçoit du passage des Français en trouvant le message laissé. Il ajoute la mention de son propre accostage ainsi qu'une pièce d'argent millésimée et replace la bouteille sous un cairn,. L'explorateur britannique note les conditions optimales de mouillage et d'approvisionnement en eau. Le chirurgien de bord, William Anderson constate tout à la fois la présence du chou de Kerguelen, qui peut servir à combattre le scorbut dont sont souvent victimes les équipages au long cours, et l'abondance des « ressources en huiles ». C'est aussi depuis Christmas Harbour que Cook pense à nommer l'archipel « îles de la Désolation » avant de rendre hommage à son premier découvreur français en leur attribuant son nom, non sans une certaine malice :

« J'aurais donné le nom d'îles de la Désolation, si je ne voulais voler à Monsieur de Kerguelen l'honneur de lui appliquer son nom. »

L'expédition repart le 31 décembre pour explorer les côtes orientales environnantes jusqu'à l'actuel golfe du Morbihan que James Cook nomme « Royal Sound »,.
Il suffit de quelques années pour que ces îles de la Désolation, jusqu'alors vierges, deviennent une terre de convoitises. Dès 1792, une première expédition de chasse aux mammifères marins par des navires américains en provenance de l'île de Nantucket est attestée. L'intérêt pour les Américains d'engager des campagnes dans les mers australes est d'autant plus grand que les Britanniques leur ont interdit de chasser dans l'hémisphère nord. Christmas Harbour, en raison de son mouillage considéré comme sûr, devient tout au long du XIXe siècle une halte prisée car facile d'accès, même si elle n'offre pas le meilleur abri par mauvais temps. Au début des années 1820, l'explorateur et capitaine phoquier américain Benjamin Morrell (1795-1839) en fait son mouillage principal,. L'archipel des Kerguelen est ainsi fréquenté par les navires baleiniers et phoquiers jusqu'en 1909 (avec un pic sur la période 1840-1870).

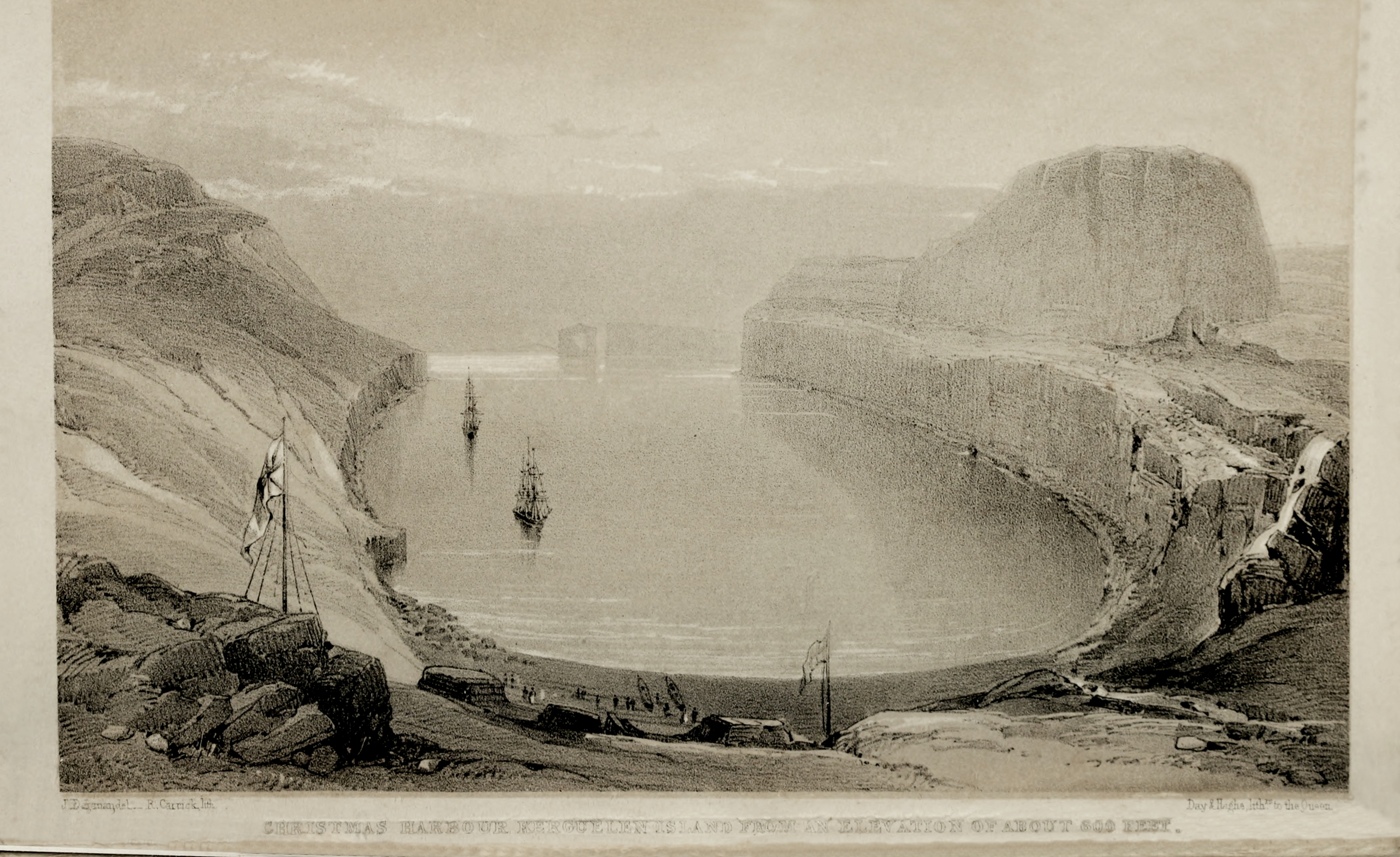
Vue de Port-Christmas depuis le lac Rochegude avec le mont Havergal à droite, la table de l'Oiseau à gauche et l'arche des Kerguelen en arrière-plan lors du passage de l'explorateur James Clark Ross en 1840.

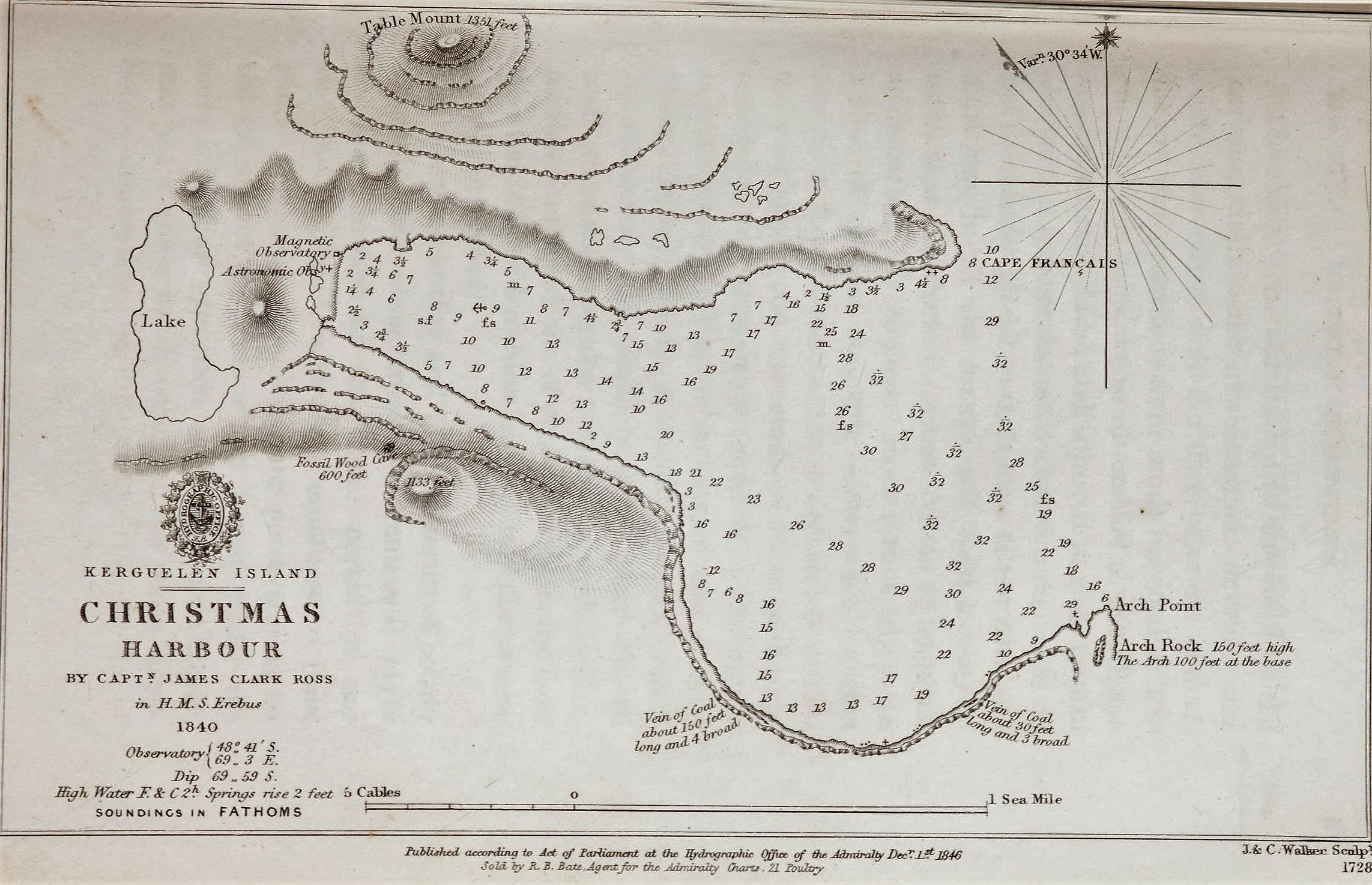
Les emplacements des observatoires magnétique et astronomique établis par Ross en 1840 apparaissent sur la carte topographique et hydrographique de Christmas Harbour qu'il a dressée.

En 1840, l'explorateur britannique James Clark Ross jette l'ancre à Port-Christmas durant 68 jours, entre mai et juillet, dans le cadre d'une grande expédition scientifique autour du monde et vers les pôles, avec un objectif prépondérant d'étude du géomagnétisme. Deux observatoires temporaires sont érigés au fond de la baie, l'un dédié aux observations astronomiques, l'autre à l'étude du magnétisme terrestre. Chaque jour à heure fixe, quel que soit le temps, des relevés du magnétisme sont effectués, simultanément avec la station complémentaire, localisée de manière quasi antipodale à Toronto au Canada,,. La lettre de mission de Ross comporte une longue série d'autres observations physiques à mener : météorologiques, océanographiques, hydrographiques… ainsi qu'un volet naturaliste auquel les chirurgiens de l'expédition, Robert McCormick, Joseph Dalton Hooker et David Lyall apportent largement leur contribution en prospectant à partir de Christmas Harbour.

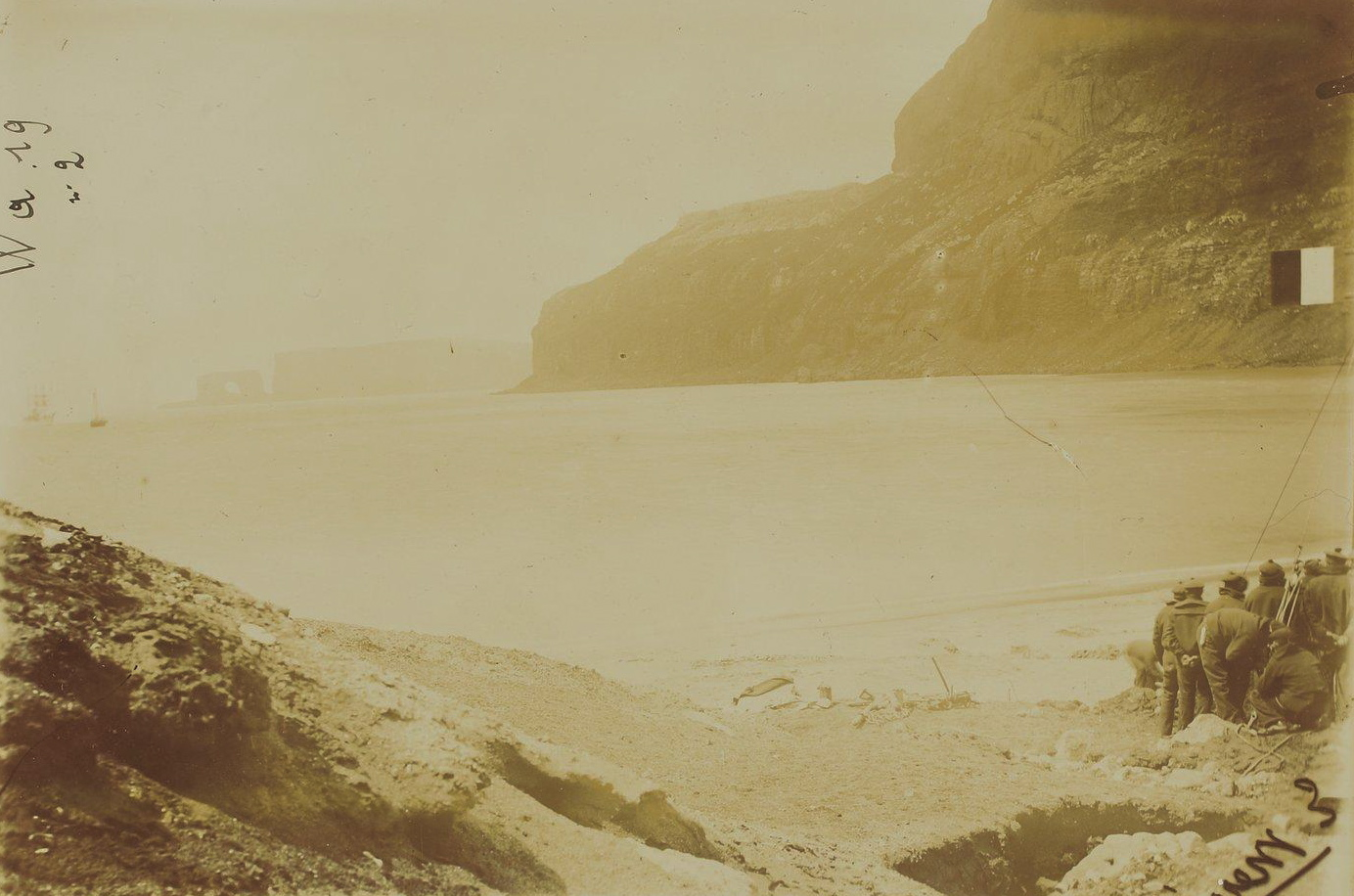
Port-Christmas et la baie de l'Oiseau (avec l'arche des Kerguelen dans le fond) le 2 janvier 1893 lors du renouvellement de la prise de possession de l'archipel par l'équipage de l'Eure.

Depuis sa découverte, malgré de nombreuses visites, l'archipel n'a cependant encore jamais été habité de manière permanente, en particulier par les Français, ce qui les expose à la possibilité d'une dépossession par d'autres pays. Vers 1890, l'Angleterre et l'Australie ont des prétentions sur les Kerguelen. En conséquence, sur suggestion des frères Boissière, le président Sadi Carnot décide d'envoyer l'aviso Eure sous le commandement du capitaine de frégate Louis Édouard Paul Lieutard (1842-1902) reprendre solennellement possession des îles australes au nom de la France. La mission est conduite dans l'archipel des Kerguelen du 1er au 15 janvier 1893 avant de se poursuivre à l'île Saint-Paul puis à l'île Amsterdam. Au jour de l'An 1893, l'Eure arrive à Port-Christmas où se trouve par hasard une goélette phoquière américaine, la Francis Allyn du capitaine Joseph J. Fuller. Les militaires français, réitérant ainsi la prise de possession faite 120 ans plus tôt au même endroit, procèdent à terre à une levée des couleurs au mât et à  l'apposition d'une plaque en cuivre gravée « EURE - 1893 ». Vingt-et-un coups de canon sont tirés. Durant les quinze jours qui suivent, les mêmes opérations sont répétées en différents lieux de l'archipel,. Le territoire est désormais prêt pour l'arrivée de colons. Six mois plus tard, Henry et René-Émile Bossière obtiennent ainsi une concession d'exclusivité de 50 ans sur l'ensemble des terres australes françaises,.
De retour d'une expédition océanographique jusqu'aux abords de l'Antarctique, le biologiste allemand Carl Chun fait en 1898, à bord de la Valdivia, escale à Port-Christmas, à propos duquel il déclare être fasciné par le « romanesque » du lieu.
Le 9 mars 1908, Raymond Rallier du Baty et son frère, Henri, y jettent l'ancre de leur ketch, le J.B. Charcot, avant de commencer une exploration méthodique de l'archipel. La possession d'un territoire requiert en effet de bien le connaître et d'en nommer officiellement les points remarquables surtout dans la perspective d'un développement économique des Kerguelen. À cet effet, les frères du Baty reçoivent le soutien moral et financier de la Société de géographie pour mener à bien leurs travaux de reconnaissance et de cartographie,.
Au cours du XXe siècle, Port-Christmas sert occasionnellement de site pour des études scientifiques mais son éloignement constitue un obstacle à la continuité des suivis. À  l'occasion de l'année géophysique internationale, en 1957 et 1958, Port-aux-Français lui est préféré pour la création d'une station magnétique permanente de répétition,. En décembre 1964, le navire de relève, le Gallieni, amène sur place une équipe chargée des mesures au telluromètre et des survols en hélicoptère nécessaires à l'établissement de la carte générale de l'archipel. Cette équipe établit son camp pratiquement au même endroit que celui qu'avait choisi Ross en 1840. Deux cabanes métalliques de type Fillod sont montées avec l'espoir qu'elles constituent une station secondaire permanente. Pendant plusieurs années, elles servent effectivement de refuge durant l'été austral pour des équipes scientifiques mais elles sont finalement abandonnées et détruites et ne figurent plus sur la liste des cabanes des TAAF ou de l'IPEV.
Compte tenu de son caractère historique, le site de Port-Christmas fait partie de ceux dont le plan de gestion 2018-2027 de la Réserve naturelle prévoit d'inventorier les artéfacts.

## Littérature

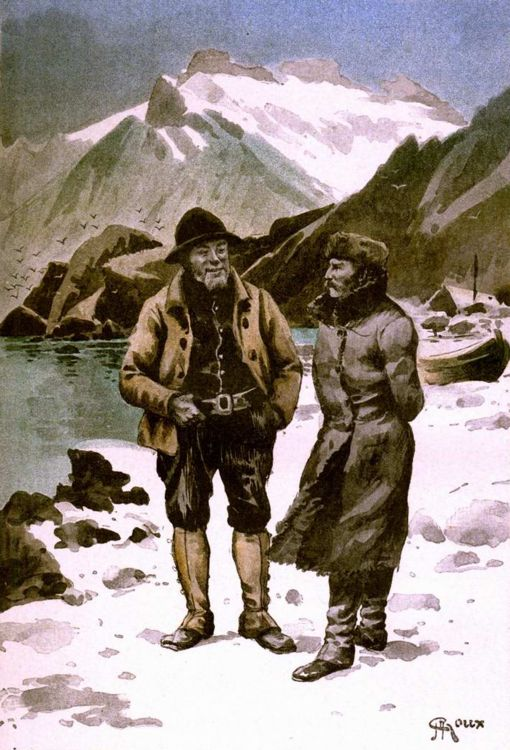
Illustration de George Roux pour le Sphinx des glaces de Jules Verne : à Christmas-Harbour, Jeorling s'entretient avec Maître Fenimore Atkins, tenancier de l'auberge du Cormoran-Vert.

De nombreux écrivains, principalement des romanciers, ont fait mention du lieu.
L'américain Edgar Allan Poe publie le premier en 1838 The Narrative of Arthur Gordon Pym of Nantucket, traduit en français en 1858 par Charles Baudelaire sous le titre Aventures d'Arthur Gordon Pym. Il y présente l'escale à Christmas Harbour durant près d'un mois en 1827 de l'équipage de la Jane Guy qui a sauvé les deux principaux protagonistes. Poe décrit précisément le havre naturel et l'arche typique en reprenant parfois presque mot à mot le récit du capitaine phoquier Benjamin Morrell, A Narrative of Four Voyages paru en 1832. Le héros Arthur Pym cite notamment Wasp Harbour, un toponyme que seul Morrell emploie pour désigner son mouillage habituel, qui ressemble à Port-Christmas mais dont la description est trop imprécise pour en être sûr.
Jules Verne, reprenant le fil du roman de Poe pour la trame et l'intrigue du sien, situe les trois premiers chapitres du Sphinx des glaces (1897) aux îles de la Désolation où son héros, le minéralogiste américain Joerling, avant d'embarquer en direction du sud à bord de la goélette Halbrane, passe les mois de juin à août 1839 à Christmas Harbour. Sans s'y être jamais rendu, le romancier français en fait une description géographique précise et y établit une fictive colonie permanente et cosmopolite d'une vingtaine d'âmes autour de Fenimore Atkins, le patron de l'auberge Au Cormoran-Vert, vivant de la relâche saisonnière des navires phoquiers et baleiniers anglais et américains. Les deux romanciers du XIXe siècle ancrent dès lors Port-Christmas dans l'imaginaire collectif comme une des portes d'entrée vers le Grand Sud, l'océan Austral et le continent antarctique.
Le navigateur et écrivain-voyageur Raymond Rallier du Baty accoste à Port-Christmas en 1908 pour cartographier l'archipel et en fait une description littéraire dans son récit On peut aller loin avec des cœurs volontaires.

Le romancier et poète Valery Larbaud, quant à lui, publie en 1933 Le gouverneur de Kerguelen, une nouvelle qui prend prétexte d'une mutation disciplinaire à Port-Noël, pour initier le jeu des « dix livres essentiels que l'on emmènerait sur une île déserte » et en former la bibliothèque. Il propose, avec humour, les règles suivantes :

« …“Vous avez eu le malheur de déplaire en haut lieu ; mais par égard pour vos mérites on s'est contenté de vous éloigner en vous nommant pour un … trois… cinq ans (c'est un maximum) Gouverneur de (sic) Kerguelen, avec résidence à Port-Noël, chef-lieu de cette colonie. […] Vous ne pourrez emporter qu'un… cinq… dix… vingt livres, à condition qu'ils soient par vous choisis dans…”  Ici toutes les suppositions sont permises… »

— Valery Larbaud, 1933
Ce petit jeu est également l'occasion d'une correspondance entre Larbaud et l'homme de lettres hollandais Edgar du Perron qui propose et discute ses propres choix.

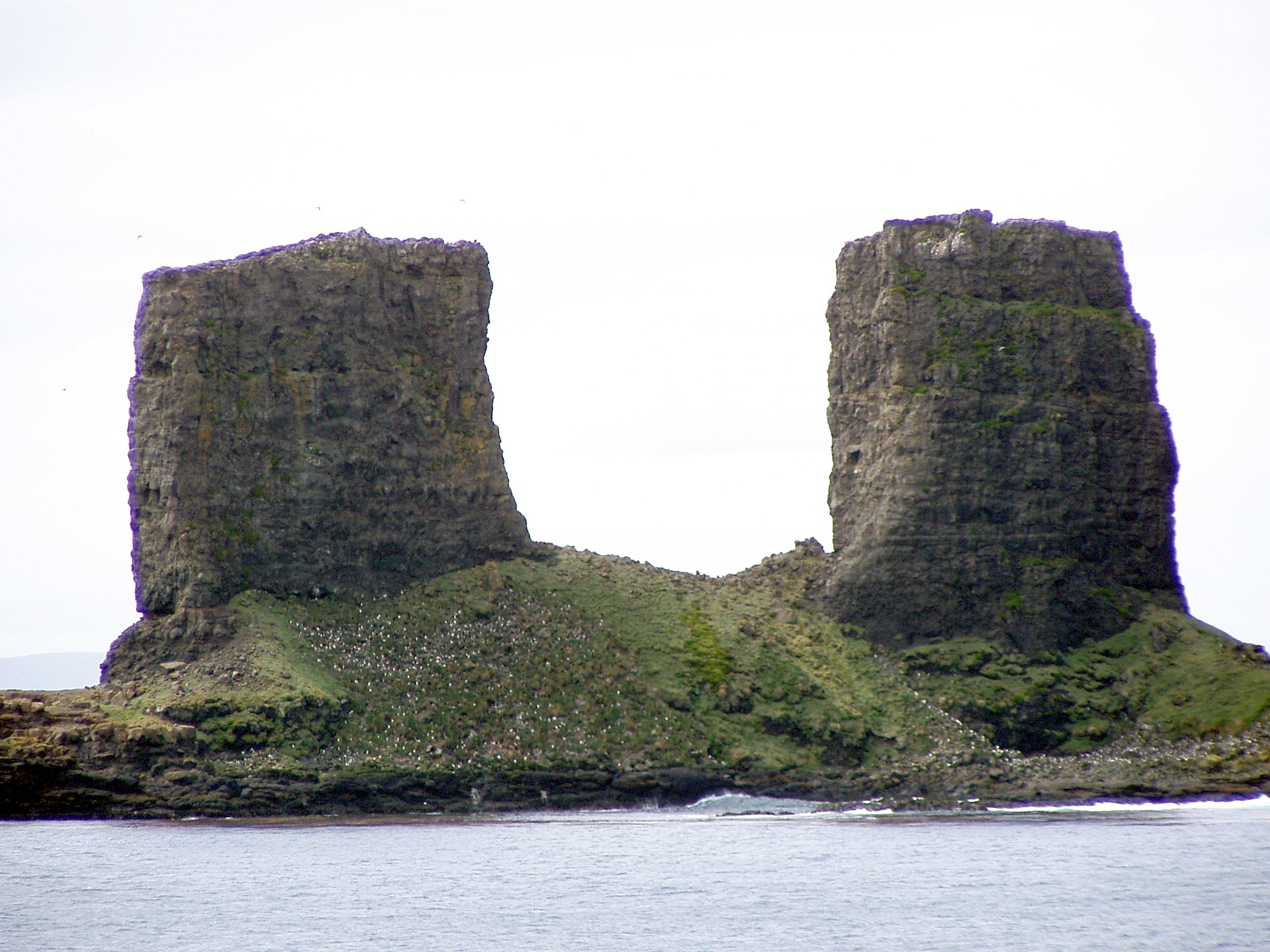
L'arche des Kerguelen, désormais effondrée, en 2008.

Edgar Aubert de la Rüe, qui parcourt à quatre reprises l'archipel, entre 1928 à 1953, pour mener diverses études géographiques et géologiques et y passe de longs mois en durée cumulée, fait mention de Port-Christmas dans son récit Deux ans aux Îles de la Désolation (1954).
En 1993, le journaliste et écrivain Jean-Paul Kauffmann fait de Port-Christmas, dans son récit L'Arche des Kerguelen, l'objectif ultime d'une quête personnelle qu'il entreprend dans l'archipel des Kerguelen quelques années après sa libération de trois ans de captivité en tant qu'otage au Liban. Tout son livre — qui retrace l'histoire de l'archipel des Kerguelen, de ses explorateurs, et de ses résidents ainsi que le détail de son propre séjour de plusieurs semaines — tend vers l'atteinte de ce lieu mythique, l'un des plus isolés de l'archipel et même l'un des plus inaccessibles sur Terre, qu'il ne réussira cependant jamais à rejoindre malgré diverses tentatives faites en bateau, à pied et en hélicoptère.

La navigatrice Isabelle Autissier, qui à la suite d'un démâtage en 1994 est contrainte de faire réparation à Port-aux-Français, publie en 2006 une biographie littéraire, Kerguelen, le voyageur du pays de l'ombre dans laquelle elle décrit précisément, à partir des éléments historiques disponibles (journaux et récits) et de sa propre expérience du site, l'arrivée de l'équipage de L'Oiseau dans la baie homonyme en janvier 1774 et la prise de possession à terre conduite par Messieurs de Rochegude et du Cheyron. Elle en donne la description suivante :

« Au-delà de la plage, ils pataugent dans un marécage herbeux et escaladent une butte. […] Aucun arbre, aucune fleur, au cœur de cet été n'égayait l'austérité. La pauvre verdure était, par plaques, recouverte de vieille neige. L'ensemble avait un air triste et froid. Grandiose certes, mais à la manière d'un monument funéraire quand l'éclat du marbre lisse évoque l'éternité… »

— Isabelle Autissier, 2006

## Philatélie
Au moins cinq timbres des TAAF figurant le site de Port-Christmas ou ses environs immédiats ont été émis,, les trois premiers gravés par Pierre Béquet :
- 1976 : valeur faciale de 3,50 francs, commémorant le bicentenaire du passage de Cook en 1776 par une reproduction de la scène de débarquement gravée en 1784 par John Webber ;
- 1979 : valeur faciale de 2,70 francs, illustrant la venue en 1840 à Christmas Harbour de l'explorateur Ross, par une reproduction de la gravure de Samuel Williams du Terror passant devant l'arche des Kerguelen (Arched Rock) ;
- 1997 : valeur faciale de 24 francs, célébrant le bicentenaire de la mort de l'amiral de Kerguelen, par une représentation du « Hâvre [sic] de Noël », l'une des copies françaises de la gravure de John Webber ;
- 2001 : valeur faciale de 3 euros, représentant une vue actuelle de l'arche des Kerguelen gravée d'après photo par Jacques Jubert ;
- 2011 : valeur faciale de 1,10 euro, représentant l'escorteur d'escadre Forbin à l'arche des Kerguelen lors de son passage dans l'archipel du 17 au 23 janvier 1978, timbre gravé par Elsa Catelin, émis en commun avec Saint-Pierre-et-Miquelon.